# Dechmont
Dechmont is een dorp in West Lothian, Schotland. Het heeft zo'n 620 inwoners.

## Geschiedenis
Van 1906 tot en met 2004 stond de psychiatrische inrichting Bangour Village Hospital in Dechmont. Na de sluiting in 2004 werd het dorp gebruikt als filmlocatie voor The Jacket, een Amerikaanse film die in januari 2005 in première ging.

## Geografie
Ten zuidoosten van het dorp ligt de Dechmont Hill, een heuvel gevormd door een vulkanische plug.

## Geboren
- Stephen Gallacher, Schots golfer